# The Four Seasons (Vlak)
The Four Seasons is een compositie voor harmonieorkest, fanfare of brassband van de Nederlandse componist Kees Vlak.